# Liste der Ehrensenatoren der Hochschule für Musik Würzburg
Dies ist eine Liste der Personen, denen von der Hochschule für Musik Würzburg die Würde eines Ehrensenators verliehen wurde.

## Ehrensenatoren
- Theodor Berchem (* 1935)
ehem. Präsident der Julius-Maximilians-Universität Würzburg
- Hans-Bernhard Bolza-Schünemann (1926–2010)
Vorstandsvorsitzender des Druckmaschinenherstellers Koenig & Bauer
- Wolfgang Fischer (1926–2003)
Physiker und Mathematiker
- Maria Fischer-Flach
Historikerin und Mäzenatin
- Walter Keim (1911–1981)
Leiter der Kunstabteilung im Bayerischen Staatsministerium für Unterricht und Kultus
- Hans Maier (* 1931)
Bayerischer Staatsminister für Unterricht und Kultus a. D.
- Robert Meixner (1909–1999)
Regierungspräsident von Unterfranken
- Carl Orff (1895–1982)
Komponist
- Wolfgang Osthoff (1927–2008)
Ordinarius für Musikwissenschaft an der Universität Würzburg
- Krzysztof Penderecki (1933–2020)
Komponist
- Erich Stümmer (1917–1999)
Leitender Ministerialrat im Bayerischen Staatsministerium für Unterricht und Kultus